# BMW 3/15
Der BMW 3/15 PS war das erste Automobil der Bayerischen Motoren Werke.

## Geschichte
Mit dem Kauf der Fahrzeugfabrik Eisenach Ende 1928 übernahm BMW den Lizenzvertrag mit der Austin Motor Company, unter dem der Dixi 3/15 DA weitergebaut wurde. Der weiterentwickelte BMW 3/15 PS war dann mit dem Verkaufsbeginn im Juli 1929 der erste Pkw von BMW, aber weiter ein Lizenzbau des Austin 7 und im Volksmund Dixi genannt. Von dem französischen Automobilhersteller Rosengart sicherte sich BMW das Recht, dessen zeitgemäße Karosserieform zu übernehmen und entwickelte das Vorbild zu einer kompletten Ganzstahlkarosserie weiter.
Unter der Leitung des Oberingenieurs Gotthilf Dürrwächter entstand das erste Serienfahrzeug am 22. März 1929 in Berlin-Johannisthal. Die Fahrgestelle lieferte das BMW-Werk in Eisenach; die auf den neuen Pressen bei Ambi-Budd hergestellten Blechteile bauten BMW-Mitarbeiter in einer angemieteten Halle direkt neben dem Ambi-Budd-Werk zu modernen Ganzstahlkarosserien zusammen. Während in Berlin-Johannisthal die Produktion auf Halde lief, bereitete BMW in Eisenach die Produktion von konventionellen Karosserien in der klassischen Gemischtbauweise nach dem „System Weymann“ vor.
Am 9. Juli 1929 eröffnete die neue BMW-Filiale in Berlin, gleichzeitig erfolgte die Pressevorstellung. Von da an war der BMW 3/15 PS in den beiden Ausführungen Limousine und Tourenwagen bei den BMW-Händlern verfügbar.
Schon Ende 1929 brachen die anfangs guten Verkaufszahlen durch die beginnende Weltwirtschaftskrise ein. BMW nahm 1930 die ausgelagerte Produktion aus Berlin-Johannisthal zurück nach Eisenach. Trotz der schweren Zeiten wurde der DA 2 1931 zum DA 4 mit Schwingachse und vergrößerter Karosserie weiterentwickelt. Die Schwingachse geriet allerdings als zu unpräzise Radführung schnell in die Kritik der Fachwelt und musste nachgebessert werden.
Die Produktion des 3/15 war mit der Einführung des Nachfolgers 3/20 im März 1932 beendet; der 3/15 wurde aber mit und ohne Schwingachse bis Ende 1932 angeboten.

## Technik
Die Technik entsprach weitgehend der des DA 1. In den gemeinsamen Ersatzteillisten wurden die Unterschiede kurz auf den letzten Seiten 36 bis 43 abgehandelt.

### Motor und Getriebe
Der BMW 3/15 PS wurde von einem wassergekühlten, seitengesteuerten Vierzylindermotor mit 749 Kubikzentimeter Hubraum angetrieben. Der Motor leistete 15 PS (11 kW). Ein Schwachpunkt war die Konstruktion der Kurbelwelle. Sie war nur zweifach gelagert und begrenzte die Laufleistung der Motoren je nach Belastung auf 5000 bis 50000 km. Bei dauerhaftem Fahren mit mehr als 75 km/h konnte die Kurbelwelle infolge sich aufbauender Schwingungen brechen.

### Fahrgestell
Das Fahrgestell baute das Werk Eisenach für den DA 2 ohne wesentliche Änderungen zum Vorgänger Dixi DA 1.
Die starre Vorderachse des DA 2 und DA 3 mit einer Querblattfeder wurde im DA 4 durch eine Schwingachse ersetzt, bei der die Achsschenkel direkt an der Querblattfeder befestigt waren.

## Ausführungen

### BMW 3/15 PS DA 2

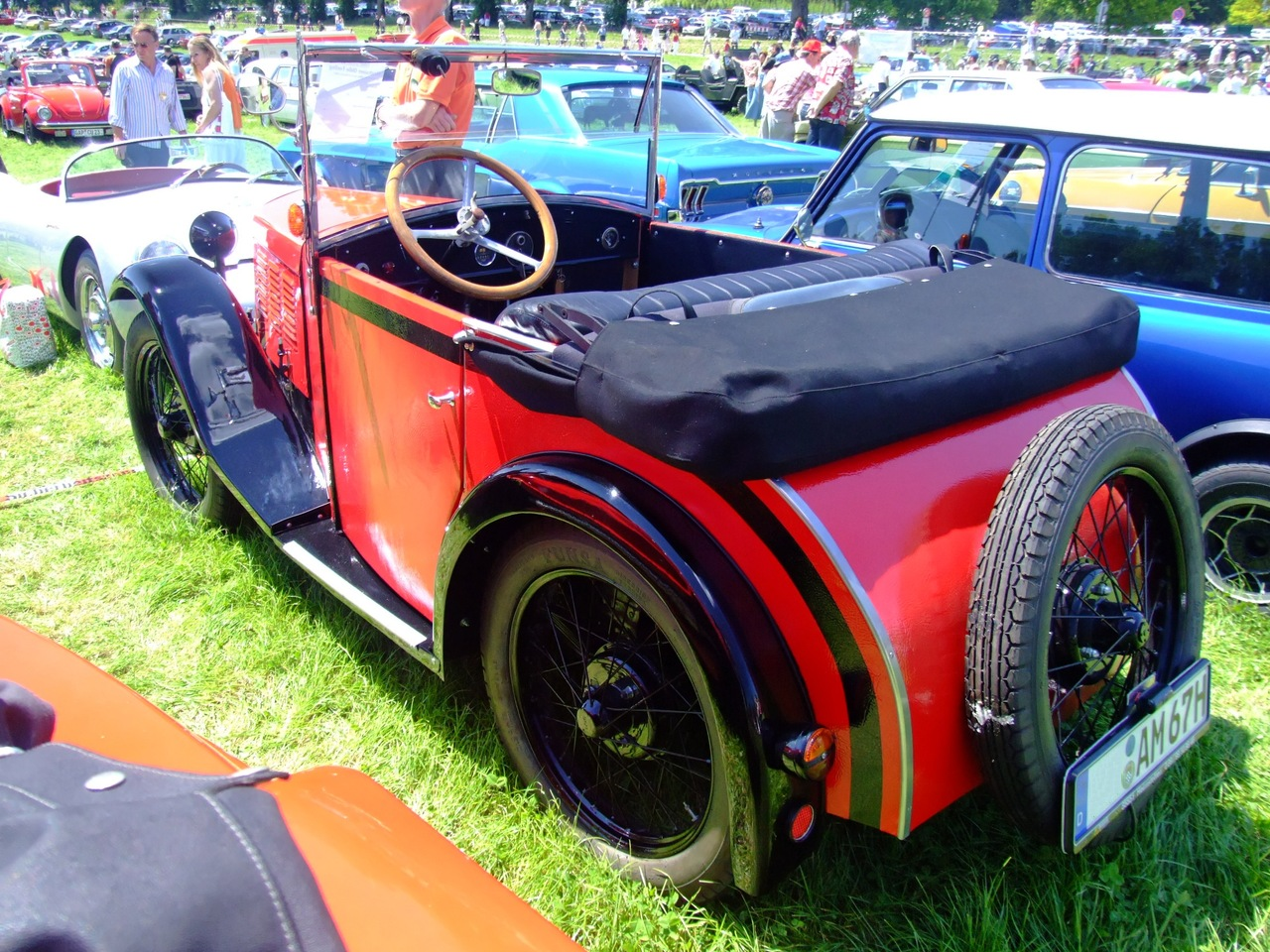
BMW 3/15 DA 2 Tourer (1929)

Der DA 2 wurde ab März 1929 bis Februar 1932 12.318 mal gebaut:
- 6600 Limousinen
- 120 Sonnenschein-Limousinen mit Rolldach
- 435 Lieferwagen
- 1834 Tourenwagen
- 1387 Zweisitzer offen
- 1374 dreisitzige Kabrioletts
- 300 zweisitzige Sportkabrioletts

Die Preise reichten im September 1930 von 2175 Reichsmark für den offenen Zweisitzer bis zu 2625 Reichsmark für das dreisitzige Kabriolett.
268 Fahrgestelle wurden zum Preis von 1900 Reichsmark für Sonderaufbauten produziert, die u. a. bei Assmann in Eisenach, Buhne in Berlin und Schwab in Stuttgart mit Karosserien versehen wurden.

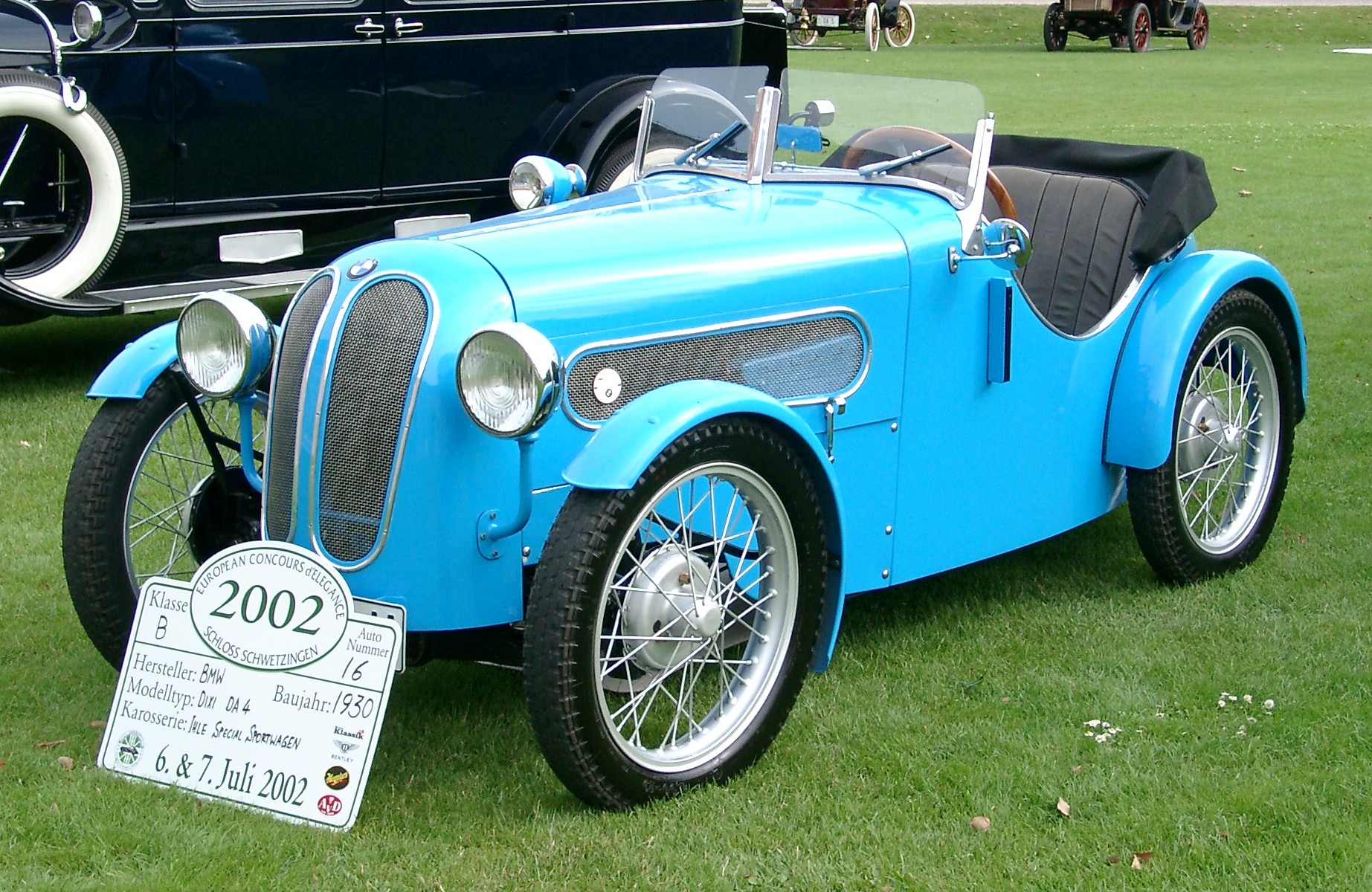
BMW-Ihle Typ 600 (1936)

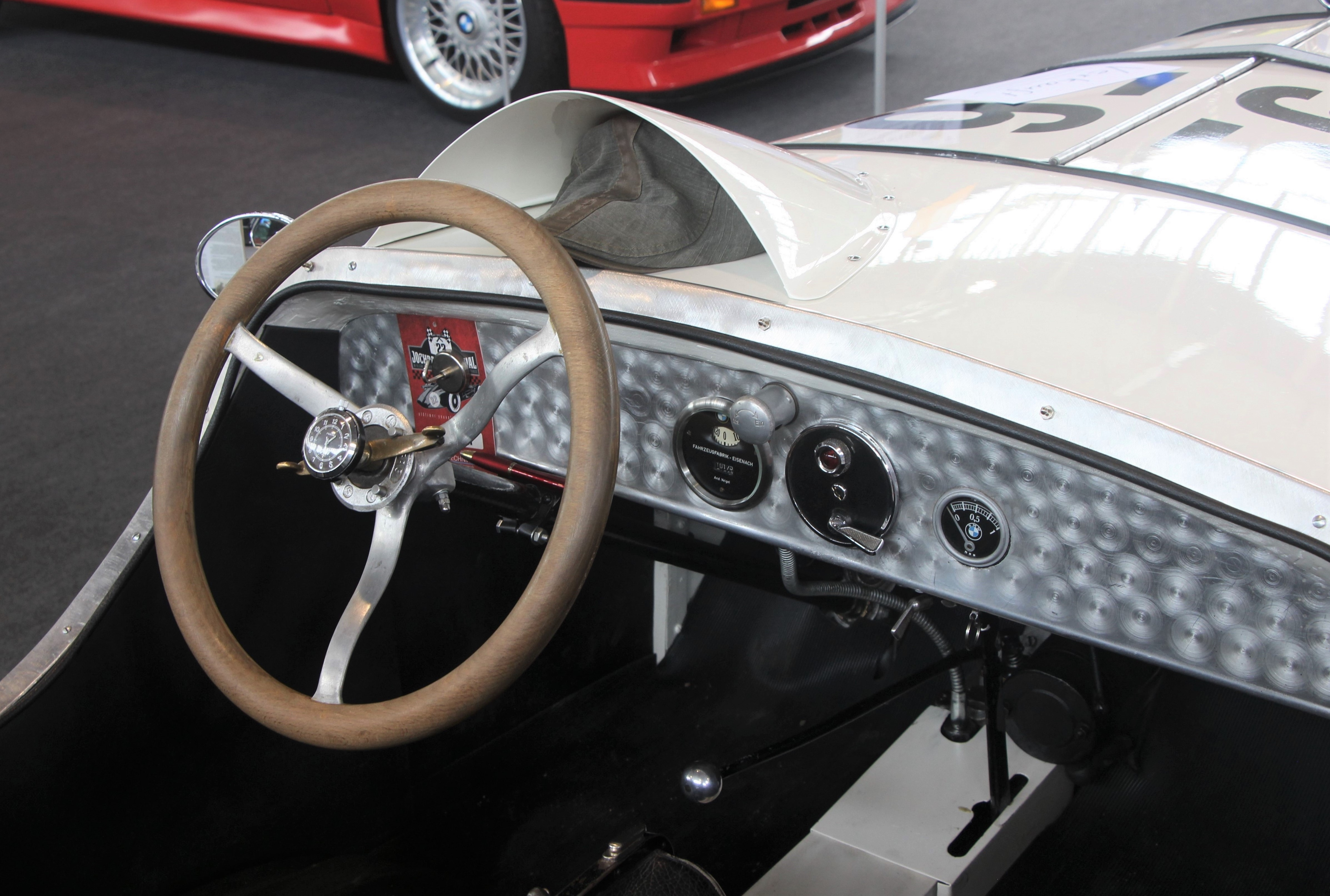
Cockpit des DA 3 Wartburg-Sport

Ab Mitte der 1930er Jahre boten die Gebrüder Ihle in Bruchsal beliebte Spezialkarosserien in Form offener Roadster an.

### BMW 3/15 PS DA 3 Typ Wartburg
Der Wartburg war von April 1930 bis Januar 1931 das erste sportliche Auto von BMW. Lediglich 150 Einheiten wurden in Eisenach gebaut, der Preis betrug 3100 Reichsmark. Er gewann in seiner Klasse vor allem in den Jahren 1930 bis 1933 zahlreiche Berg- und Rundstreckenrennen.
Der erfolgreichste BMW-Fahrer war der aus Eisenach stammende Bobby Kohlrausch, der in diesen Jahren 27 erste und acht zweite Plätze erreichte – 1930 noch ohne offizielle Werksunterstützung mit seinem privaten Wartburg. 1931 erhielt er Unterstützung von BMW mit einem neuen Wartburg, der mit einem OHV-Versuchsmotor ausgestattet war. 1932 traf der nochmals modifizierte BMW von Kohlrausch zunehmend auf die übermächtig werdende Konkurrenz von Austin und MG, die mit aufgeladenen Motoren antraten; 1933 stellte BMW die Unterstützung ein, Kohlrausch wechselte im gleichen Jahr zu Austin und setzte 1934 seine erfolgreiche Karriere auf MG fort.

### BMW 3/15 PS DA 4

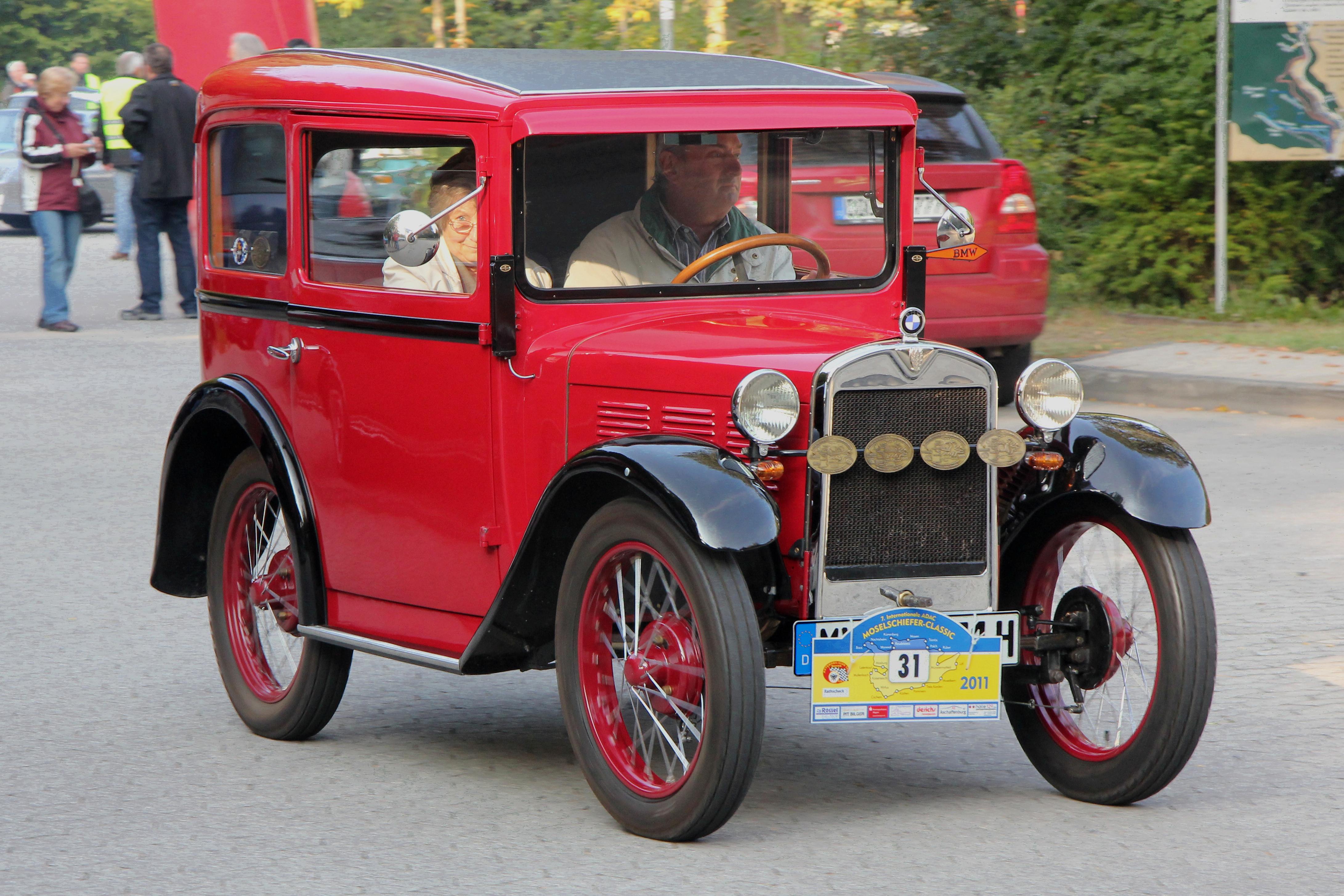
BMW DA 4 von 1931

Der DA 4 wurde im Januar 1931 – dem zweitschlimmsten Jahr der Weltwirtschaftskrise für Deutschland – mit einer neuen Vorderachse („Schwingachse“) und vergrößerter Karosserie eingeführt und in 3480 Einheiten bis zum Februar 1932 gebaut.
Das Produktionsprogramm umfasste nur noch folgende Karosserievarianten:
- 2575 Limousinen
- 175 offene Viersitzer
- 475 offene Zweisitzer
- 210 Coupés
- 45 Fahrgestelle für Sonderaufbauten

Die Preise reichten von 2175 Reichsmark für den offenen Zweisitzer und bis zu 2575 Reichsmark für das Coupé. Die Kabriolets waren in den Preislisten weiter aufgeführt, wurden aber nicht gebaut. Noch im November 1932 gab es eine neue Preisliste, in der Modelle mit und ohne Schwingachse angeboten wurden.

### BMW 3/15 PS bei der Reichswehr
Als zum 31. Januar 1927 die Interalliierte Militär-Kontrollkommission die ihre Überwachungstätigkeit in Deutschland einstellte, konnte die Reichswehr ungehindert Überlegungen anstellen, wie man versuchen konnte, das vom Friedensvertrag von Versailles gestattete 100.000-Mann-Heer mit zeitgemäßen Waffen und Gerät auszustatten. Hierbei war insbesondere der Mangel an Panzern und motorisierten Aufklärungskräften sehr spürbar. Andererseits setzten diesem Vorhaben die sehr beschränkten Mittel für Rüstungsausgaben klare Grenzen.
So beschaffte die Reichswehr für den Ausbau der Motorisierung in den Jahren 1928 und 1929 eine Anzahl von relativ preiswerten BMW 3/15 PS. Die genaue Anzahl ist nicht überliefert und wird auf etwa 300 geschätzt.
- Ein sehr geringer Teil wurde mit normalem Serienkarosserieaufbau als viersitzige Limousine bzw. Cabriolet (Kfz.1) geliefert[11].
- Die meisten fanden wohl als MG-Wagen Verwendung: Sie waren mit einem vor dem Beifahrersitz montierten und durch den Beifahrer zu bedienenden Maschinengewehr ausgestattet und dienten dazu, Kompanien der Kraftfahrtruppe von Nachschub- in   Kampftruppen umzuwandeln, um schnell beweglich feindliche Truppen aufzuklären und mit mobilen Maschinengewehren zu überfallen[12]. Soweit sie hierbei mittels Stoff und Sperrholz zu Panzerattrappen umgebaut wurden, dürften derartige vorübergehende Umbauten durch die Truppe erfolgt sein[13][14].
- Ein kleiner Teil fand auch als Nachrichtenkraftwagen (Kfz.2) Verwendung: Diese Fahrzeuge (mit zweisitzigem Aufbau) dienten dem Führer eines Feldkabelbautrupps dazu, die Strecke, auf der eine Feldkabelleitung zu verlegen war, zu erkunden: Der eigentliche Bautrupp und das Baumaterial waren auf einem leichten Lkw (Kfz.23) verlastet.

Ab 1932 beschaffte die Reichswehr für diese Zwecke BMW 3/20 und ab 1933 Hanomag Garant, die BMW 3/15 wurden ab Mitte der 1930er Jahre, weil verbraucht, ausgeschieden. Die MG-Wagen wurden durch gepanzerte Fahrzeuge (z. B.  Kfz. 13 und Panzerkampfwagen I) ersetzt.

## Produktionszahlen BMW 3/15
Gesamtproduktion BMW 3/15 betrug 25.356 Fahrzeuge
| Jahr/Modell                  | 1927 Austin | 1928 Dixi | 1929 Dixi |  | 1929 BMW | 1930 BMW | 1931 BMW | 1932 BMW | Summe  | Summe laut BMW Classic |
| ---------------------------- | ----------- | --------- | --------- |  | -------- | -------- | -------- | -------- | ------ | ---------------------- |
| Zweisitzer offen             | 5           | 1.727     | siehe     |  | 1.387    | 150      | 475      | siehe    | 3.744  |                        |
| Tourenwagen                  | 80+42       | 4.873     | links     |  | 1.834    | siehe    | 175      | links    | 7.004  |                        |
| Limousine                    | 5           | 1.879     |           |  | 6.720    | links    | 2.575    |          | 11.179 |                        |
| Coupé                        |             | 674       |           |  |          |          | 210      |          | 884    |                        |
| Cabriolet 2 Sitze            |             |           |           |  | 300      |          |          |          | 300    |                        |
| Cabriolet 4 Sitze            |             |           |           |  | 1.374    |          |          |          | 1.374  |                        |
| Lieferwagen Bestattungswagen | 10          | 19        |           |  | 435      |          |          |          | 464    |                        |
| Fahrgestell                  |             | 136       |           |  | 268      |          | 45       |          | 449    |                        |
| Summe                        | 142         | 6.162     | 3.104     |  | 5.350    | 6.792    | 3.326    | 480      | 25.356 | 25.356                 |